# Guy Armand Romano
Guy Armand Romano CSsR (* 11. Juli 1937 in Arc-en-Barrois; † 23. November 2023 in Paris) war Altbischof von Niamey.

## Leben
Guy Armand Romano trat der Ordensgemeinschaft der Redemptoristen bei und empfing am 4. Oktober 1959 die Priesterweihe. Papst Johannes Paul II. ernannte ihn am 25. Juni 1984 zum Apostolischen Administrator von Niamey und Titularbischof von Caput Cilla.
Der Erzbischof von Ouagadougou, Paul Kardinal Zoungrana MAfr, spendete ihm am 30. September desselben Jahres die Bischofsweihe; Mitkonsekratoren waren Isidore de Souza, Koadjutorerzbischof von Cotonou, und Marie-Jean-Baptiste-Hippolyte Berlier CSsR, emeritierter Bischof von Niamey.
Am 3. März 1997 wurde er zum Bischof von Niamey ernannt. Von seinem Amt trat er am 18. Oktober 2003 zurück.